# Ukrainas bandy- och rinkbandyfederation
Ukrainian Bandy and Rink-bandy Federation är det styrande organet för bandy och rinkbandy i Ukraina. Huvudkontoret ligger i Dnipro. Ukrainian Bandy and rink-bandy Federation grundades 2008 och blev medlem i Federation of International Bandy samma år.